# Ensenada (Meksyk)

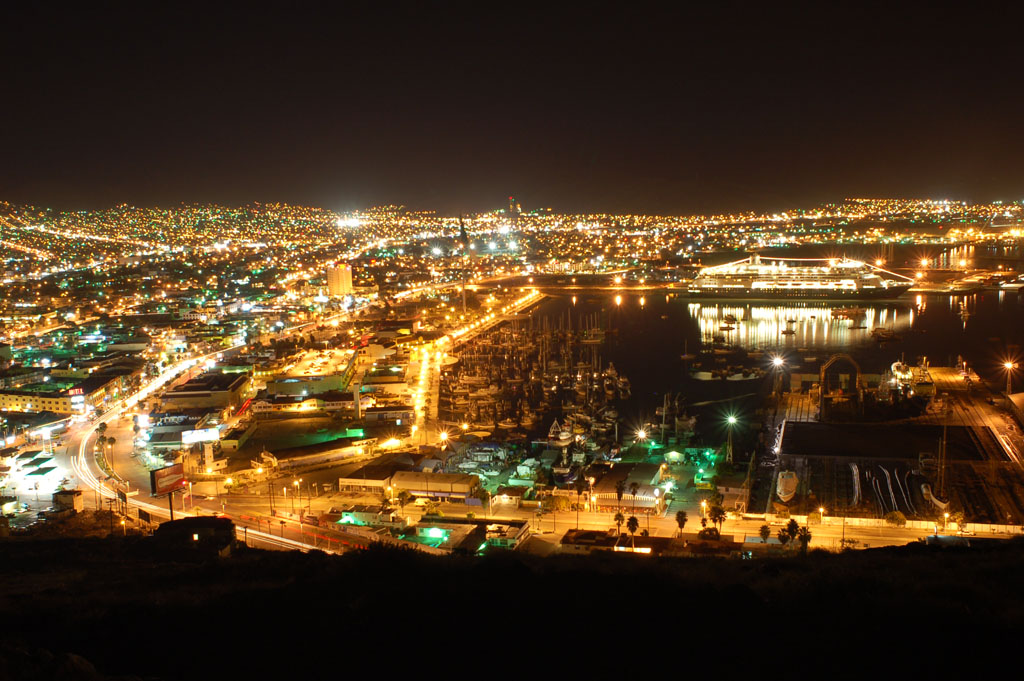
Ensenada nocą

Ensenada (pełna nazwa Ensenada De Todos Santos, także Port of Ensenada) – miasto w północno-zachodnim Meksyku, na Półwyspie Kalifornijskim, nad zatoką Todos Santos Oceanu Spokojnego. Trzecie pod względem ludności miasto stanu Kalifornia Dolna, stolica największej gminy Meksyku, której powierzchnia wynosi blisko 52 tys. km². W spisie ludności z 2005 r. miasto liczyło 689 075 mieszkańców przy 801 956 mieszkańcach całej gminy.
Miejscowość turystyczna, znajduje się tam m.in. duży port, lotnisko wojskowe, kampusy uczelni wyższych, fabryka gitar Fendera.
W mieście rozwinął się przemysł papierniczy, cementowy, spożywczy oraz stoczniowy.

## Miasta partnerskie
- Almería, Hiszpania
- Miami, Stany Zjednoczone
- Calgary, Kanada
- Kurytyba, Brazylia